# Kværs
Kværs is een plaats in de Deense regio Zuid-Denemarken, gemeente Sønderborg, en telt 391 inwoners (2008).